# Triodontella lajonquierei
Triodontella lajonquierei är en skalbaggsart som beskrevs av Baraud 1961. Triodontella lajonquierei ingår i släktet Triodontella och familjen Melolonthidae. Inga underarter finns listade i Catalogue of Life.